# ويلموت (أونتاريو)
ويلموت، أونتاريو (بالإنجليزية: Wilmot)‏ هي مدينة كندية تقع في مقاطعة أونتاريو. تبلغ مساحة هذه المدينة 263.7324 (كم²)، ويبلغ عدد سكانها 17097 نسمة حسب إحصاء سنة 2006 م، بينما كان يسكنها 14866 نسمة في سنة 2001 م. تحتل هذه المدينة المرتبة رقم 226 بين مدن كندا حسب عدد السكان والمرتبة رقم 88 في المقاطعة. نما عدد السكان في هذه المدينة بنسبة (15) بين العامين المذكورين.

## وصلات خارجية
- الأطلس الحكومي لكندا
- إحصاءات كندا مع ساعة تعداد السكان